# Antonio Reig Guerri
Antonio Reig Guerri (Murla, 1944), més conegut com a Tonico, va ser un jugador de pilota valenciana, històric en la modalitat de Llargues per la seua treta, no debades fou un dels fundadors de la Selecció Valenciana de Pilota en els primers Campionats Internacionals.
La seua treta l'ha convertit en el banca de referència. La Federació de Pilota Valenciana li concedí la Insígnia de Plata, títol normalment lliurat a jugadors estel·lars ja retirats.
Va ser alcalde de Murla entre 1979 i 1987.

## Palmarés
- Llargues:
  - Trofeu José Maria Calde: 1973
  - Sanet 1983, Alfàs del Pi 1984, Castell de Castells 1984, Monòver 1984, Llíber 1987 i 1988, Borbotó 1988, Montfort 1988, Alfara del Patriarca 1998, Sella 1999
- Campionats Internacionals de Pilota
  - Campió del Torneig 5 Nacions, València 1993
  - Subcampió d'Europa de Llargues, Valenciennes (França) 1994
  - Subcampió d'Europa de Joc internacional, Valenciennes (França) 1994